# Liste griechischer Komponisten klassischer Musik
A
- Alexis Agrafiotis (* 1970)
- Antonis Anissegos (* 1970)
- Theodore Antoniou (1935–2018)
- Georges Aperghis (* 1945)

B
- Minas Borboudakis (* 1974)

C
- Lorenzo Camilieri (1878–1956)
- Pavlos Carrer (1829–1896)
- Jani Christou (1926–1970)
- Dinos Constantinidis (1929–2021)

D
- Apostolos Darlas (* 1972)
- Frangiskos Domeneginis (1809–1874)
- Dimitris Dragatakis (1914–2001)

E
- Marios Joannou Elia (* 1978)
- Antiochos Evangelatos (1903–1981)

F
- Dimitris Fampas (1921–1996)

G
- Tania Giannouli (* 1977)
- Konstantia Gourzi (* 1962)
- Stathis Gyftakis (* 1967)

H
- Manos Hadjidakis (1925–1994)

I
- Yannis Ioannidis (* 1930)

K
- Manolis Kalomiris (1883–1962)
- Eleni Karaindrou (* 1941)
- Ioannis Karatzas (1846–?)
- Theodoros Karyotakis (1903–1978)
- Iosif Kesaris (1845–1923)
- Giannis Konstantinidis (1903–1984)
- Arghyris Kounadis (1924–2011)
- Stelios I. Kopsahilis (* 1955)

L
- Edouardos Lambelet (1820–1903)
- Georgios Lambelet (1875–1945)
- Napoleon Lambelet (1864–1932)
- Petros Lampadarios (1730–1777)
- Dionysios Lavrangas (1860–1941)
- Dimitrios Levidis (1886–1951)
- Dimitrios Lialios (1869–1940)
- Andonios Liveralis (1814–1842)
- Iosif Liveralis (1819–1899)
- Anestis Logothetis (1921–1994)
- Francesco Londariti (~1518–1572)

M
- Nikos Mamangakis (1929–2013)
- Nikolaos Mantzaros (1795–1872)
- Thanos Mikroutsikos (1947–2019)
- Dimitri Mitropoulos (1896–1960)

N
- Konstantinos Nikolopoulos (1786–1841)

P
- Domenikos Padovas (1817–1892)
- Menelaos Pallandios (1914–1970)
- Yannis Papaioannou (1910–1989)
- Petros Petridis (1892–1977)
- Georgios Poniridis (1885/1887/1892–1982)
- Mimis Plessas (1924–2024)

R
- Dionysios Rodotheatos (1849–1892)

S
- Theofrastos Sakellaridis (1882–1950)
- Spyros Samaras (1861–1917)
- Stamos Semsis (* 1964)
- Nikos Skalkottas (1904–1949)
- Loudovikos Spinellis (1872–1904)

T
- Ciriaco Taraxes (* 1969)
- Dimitri Terzakis (* 1938)
- Mikis Theodorakis (1925–2021)
- Vassilis Tsabropoulos (* 1966)
- Calliope Tsoupaki (* 1963)

V
- Marios Varvoglis (1885–1967)

X
- Iannis Xenakis (1922–2001)
- Spyridon Xyndas (1812–1896)